# Sanming
Sanming (chiń. 三明; pinyin Sānmíng) – miasto o statusie prefektury miejskiej w południowo-wschodnich Chinach, w prowincji Fujian. W 2010 roku liczba mieszkańców miasta wynosiła 214 718. Prefektura miejska w 1999 roku liczyła 2 660 709 mieszkańców.

## Podział administracyjny
Prefektura miejska Sanming podzielona jest na:
- 2 dzielnice: Meilie, Sanyuan,
- miasto: Yong’an,
- 9 powiatów: Mingxi, Qingliu, Ninghua, Datian, Youxi, Sha, Jiangle, Taining, Jianning.